# Damparis
Damparis est une commune française située dans le département du Jura, dans la région culturelle et historique de Franche-Comté et la région administrative Bourgogne-Franche-Comté.

## Géographie

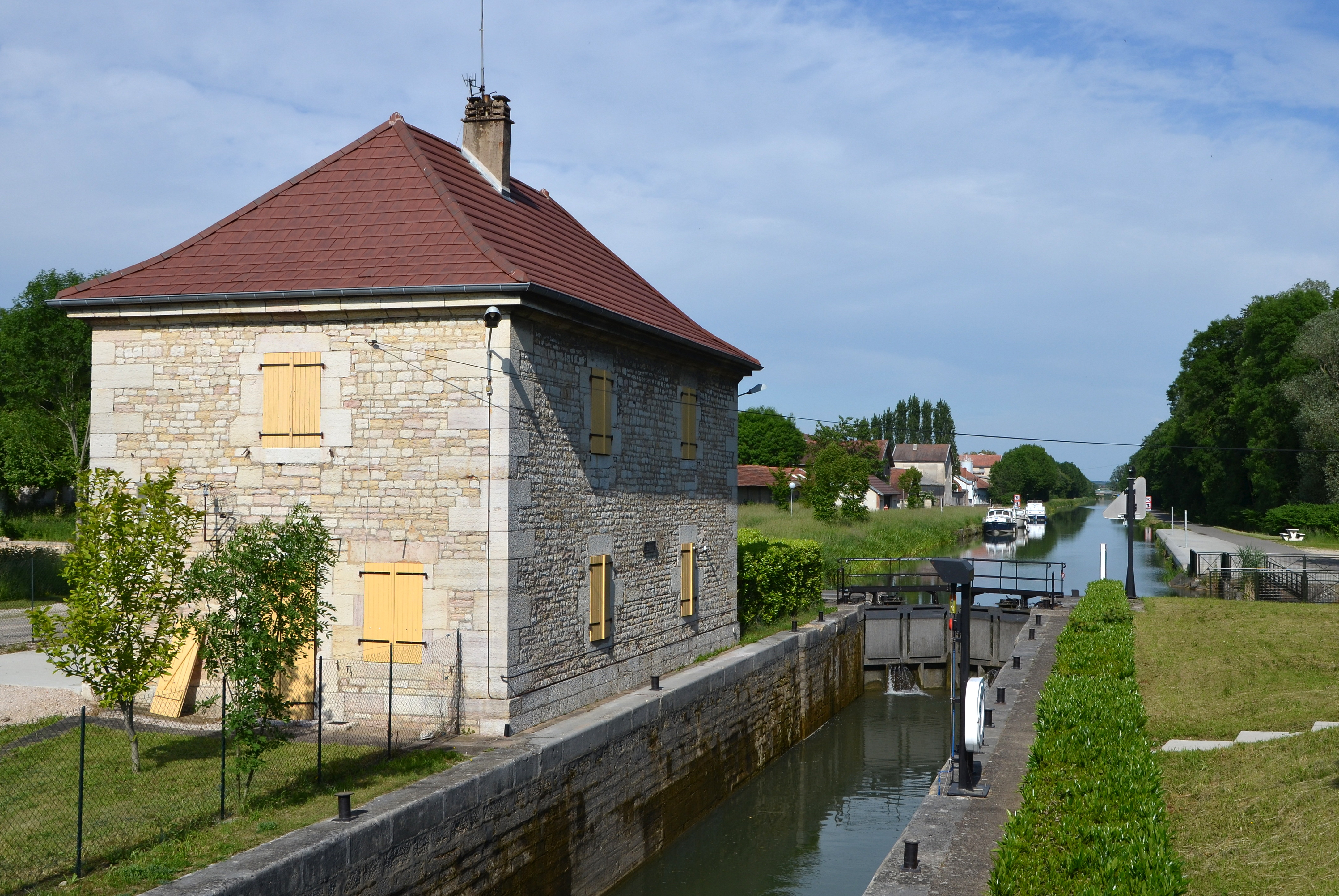
Écluse sur le canal du Rhône au Rhin.

### Localisation
La ville est située à environ 8 km au sud-ouest de Dole.

### Communes limitrophes

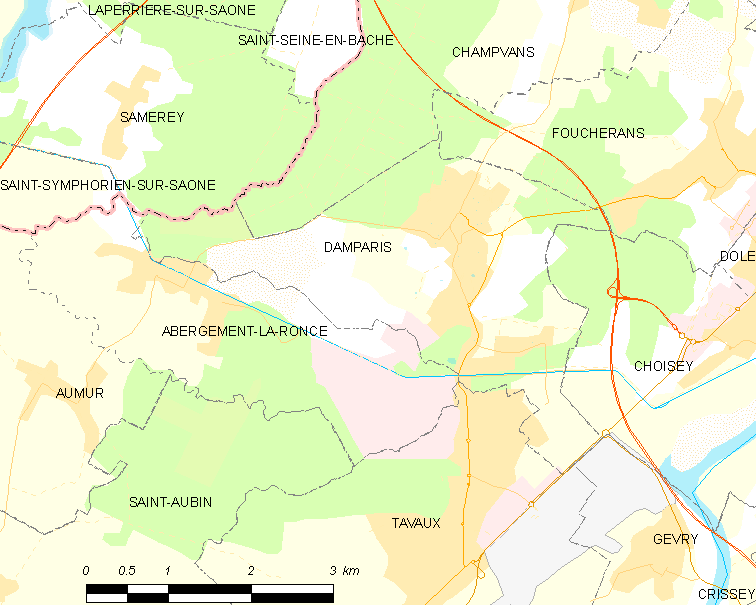
Carte de la commune de Damparis et des proches communes.

| Samerey (Côte-d'Or) | Champvans | Foucherans |
|                     | Damparis  | Choisey    |
| Abergement-la-Ronce | Tavaux    | Gevry      |

### Géologie et relief
La superficie de la commune est de 885 hectares ; son altitude varie entre 187 et 245 mètres.

### Hydrographie
Le Canal du Rhône au Rhin.

### Climat
Pour des articles plus généraux, voir Climat de la Bourgogne-Franche-Comté et Climat du département du Jura.
En 2010, le climat de la commune est de type climat des marges montargnardes, selon une étude du Centre national de la recherche scientifique s'appuyant sur une série de données couvrant la période 1971-2000. En 2020, Météo-France publie une typologie des climats de la France métropolitaine dans laquelle la commune est exposée à un climat semi-continental et est dans la région climatique Bourgogne, vallée de la Saône, caractérisée par un bon ensoleillement (1 900 h/an), un été chaud (18,5 °C), un air sec au printemps et en été et des vents faibles.
Pour la période 1971-2000, la température annuelle moyenne est de 10,6 °C, avec une amplitude thermique annuelle de 17,5 °C. Le cumul annuel moyen de précipitations est de 944 mm, avec 12 jours de précipitations en janvier et 8,3 jours en juillet. Pour la période 1991-2020, la température moyenne annuelle observée sur la station météorologique de Météo-France la plus proche, « Tavaux Sa », sur la commune de Tavaux à 3 km à vol d'oiseau, est de 11,7 °C et le cumul annuel moyen de précipitations est de 868,7 mm. 
La température maximale relevée sur cette station est de 40,1 °C, atteinte le 7 août 2003 ; la température minimale est de −18,2 °C, atteinte le 20 décembre 2009,,.
| Mois                                  | jan.             | fév.           | mars           | avril         | mai           | juin          | jui.         | août           | sep.           | oct.            | nov.            | déc.           | année      |
| ------------------------------------- | ---------------- | -------------- | -------------- | ------------- | ------------- | ------------- | ------------ | -------------- | -------------- | --------------- | --------------- | -------------- | ---------- |
| Température minimale moyenne (°C)     | 0,1              | 0,2            | 2,6            | 5,3           | 9,3           | 12,8          | 14,4         | 14,2           | 10,9           | 8               | 3,6             | 0,9            | 6,9        |
| Température moyenne (°C)              | 3                | 4,1            | 7,7            | 11,2          | 14,9          | 18,8          | 20,6         | 20,3           | 16,5           | 12,5            | 6,9             | 3,7            | 11,7       |
| Température maximale moyenne (°C)     | 6                | 8              | 12,9           | 17            | 20,6          | 24,9          | 26,9         | 26,4           | 22,1           | 17              | 10,2            | 6,5            | 16,5       |
| Record de froid (°C) date du record   | −14,9 06.01.1997 | −12,7 05.02.12 | −13,2 01.03.05 | −5,2 08.04.21 | −1 03.05.21   | 2,9 04.06.01  | 5,7 17.07.00 | 5,4 29.08.1998 | 0,8 30.09.1995 | −6,4 31.10.1997 | −9,5 24.11.1998 | −18,2 20.12.09 | −18,2 2009 |
| Record de chaleur (°C) date du record | 17,5 01.01.23    | 20,9 24.02.21  | 24,8 31.03.21  | 28,7 25.04.07 | 31,8 25.05.09 | 37,5 27.06.19 | 39 24.07.19  | 40,1 07.08.03  | 33,9 14.09.20  | 29 02.10.23     | 21,4 12.11.18   | 17,2 31.12.22  | 40,1 2003  |
| Ensoleillement (h)                    | 573              | 996            | 186            | 215           | 2 206         | 2 522         | 2 757        | 2 511          | 2 049          | 1 284           | 674             | 536            | 20 117     |
| Précipitations (mm)                   | 59,3             | 54,5           | 58,9           | 66,2          | 90,3          | 72,9          | 71,4         | 79,5           | 69,9           | 86,6            | 90,1            | 69,1           | 868,7      |

| Diagramme climatique                                  |          |             |           |             |              |              |              |              |         |             |            |
| J                                                     | F        | M           | A         | M           | J            | J            | A            | S            | O       | N           | D          |
| 60,159,3                                              | 80,254,5 | 12,92,658,9 | 175,366,2 | 20,69,390,3 | 24,912,872,9 | 26,914,471,4 | 26,414,279,5 | 22,110,969,9 | 17886,6 | 10,23,690,1 | 6,50,969,1 |
| Moyennes : • Temp. maxi et mini °C • Précipitation mm |          |             |           |             |              |              |              |              |         |             |            |

Les paramètres climatiques de la commune ont été estimés pour le milieu du siècle (2041-2070) selon différents scénarios d'émission de gaz à effet de serre à partir des nouvelles projections climatiques de référence DRIAS-2020. Ils sont consultables sur un site dédié publié par Météo-France en novembre 2022.

### Voies de communication et transports

#### Voies routières
| 71 odonymes recensés à Damparis au 10 novembre 2013 | 71 odonymes recensés à Damparis au 10 novembre 2013 | 71 odonymes recensés à Damparis au 10 novembre 2013 | 71 odonymes recensés à Damparis au 10 novembre 2013 | 71 odonymes recensés à Damparis au 10 novembre 2013 | 71 odonymes recensés à Damparis au 10 novembre 2013 | 71 odonymes recensés à Damparis au 10 novembre 2013 | 71 odonymes recensés à Damparis au 10 novembre 2013 | 71 odonymes recensés à Damparis au 10 novembre 2013 | 71 odonymes recensés à Damparis au 10 novembre 2013 | 71 odonymes recensés à Damparis au 10 novembre 2013 | 71 odonymes recensés à Damparis au 10 novembre 2013 | 71 odonymes recensés à Damparis au 10 novembre 2013 |
| Allée                                               | Avenue                                              | Boulevard                                           | Chemin                                              | Impasse                                             | Montée                                              | Passage                                             | Place                                               | Route                                               | Rue                                                 | Ruelle                                              | Autres                                              | Total                                               |
| --------------------------------------------------- | --------------------------------------------------- | --------------------------------------------------- | --------------------------------------------------- | --------------------------------------------------- | --------------------------------------------------- | --------------------------------------------------- | --------------------------------------------------- | --------------------------------------------------- | --------------------------------------------------- | --------------------------------------------------- | --------------------------------------------------- | --------------------------------------------------- |
| 1                                                   | 0                                                   | 0                                                   | 0                                                   | 8                                                   | 0                                                   | 1                                                   | 7                                                   | 1                                                   | 52                                                  | 0                                                   | 1                                                   | 71                                                  |
| Notes « N »                                         | Notes « N »                                         | 1. 2. 3.                                            | 1. 2. 3.                                            | 1. 2. 3.                                            | 1. 2. 3.                                            | 1. 2. 3.                                            | 1. 2. 3.                                            | 1. 2. 3.                                            | 1. 2. 3.                                            | 1. 2. 3.                                            | 1. 2. 3.                                            | 1. 2. 3.                                            |
| Source : rue-ville.info                             |                                                     |                                                     |                                                     |                                                     |                                                     |                                                     |                                                     |                                                     |                                                     |                                                     |                                                     |                                                     |

## Urbanisme

### Typologie
Au 1er janvier 2024, Damparis est catégorisée petite ville, selon la nouvelle grille communale de densité à sept niveaux définie par l'Insee en 2022.
Elle appartient à l'unité urbaine de Tavaux, une agglomération intra-départementale regroupant trois  communes, dont elle est une commune de la banlieue,,. Par ailleurs la commune fait partie de l'aire d'attraction de Dole, dont elle est une commune de la couronne,. Cette aire, qui regroupe 87 communes, est catégorisée dans les aires de 50 000 à moins de 200 000 habitants,.

### Occupation des sols
L'occupation des sols de la commune, telle qu'elle ressort de la base de données européenne d’occupation biophysique des sols Corine Land Cover (CLC), est marquée par l'importance des territoires agricoles (36,7 % en 2018), en augmentation par rapport à 1990 (30,4 %). La répartition détaillée en 2018 est la suivante : 
forêts (27,2 %), terres arables (22,8 %), zones urbanisées (20,5 %), zones industrielles ou commerciales et réseaux de communication (8,8 %), zones agricoles hétérogènes (7,9 %), mines, décharges et chantiers (6,8 %), prairies (6 %). L'évolution de l’occupation des sols de la commune et de ses infrastructures peut être observée sur les différentes représentations cartographiques du territoire : la carte de Cassini (XVIIIe siècle), la carte d'état-major (1820-1866) et les cartes ou photos aériennes de l'IGN pour la période actuelle (1950 à aujourd'hui).

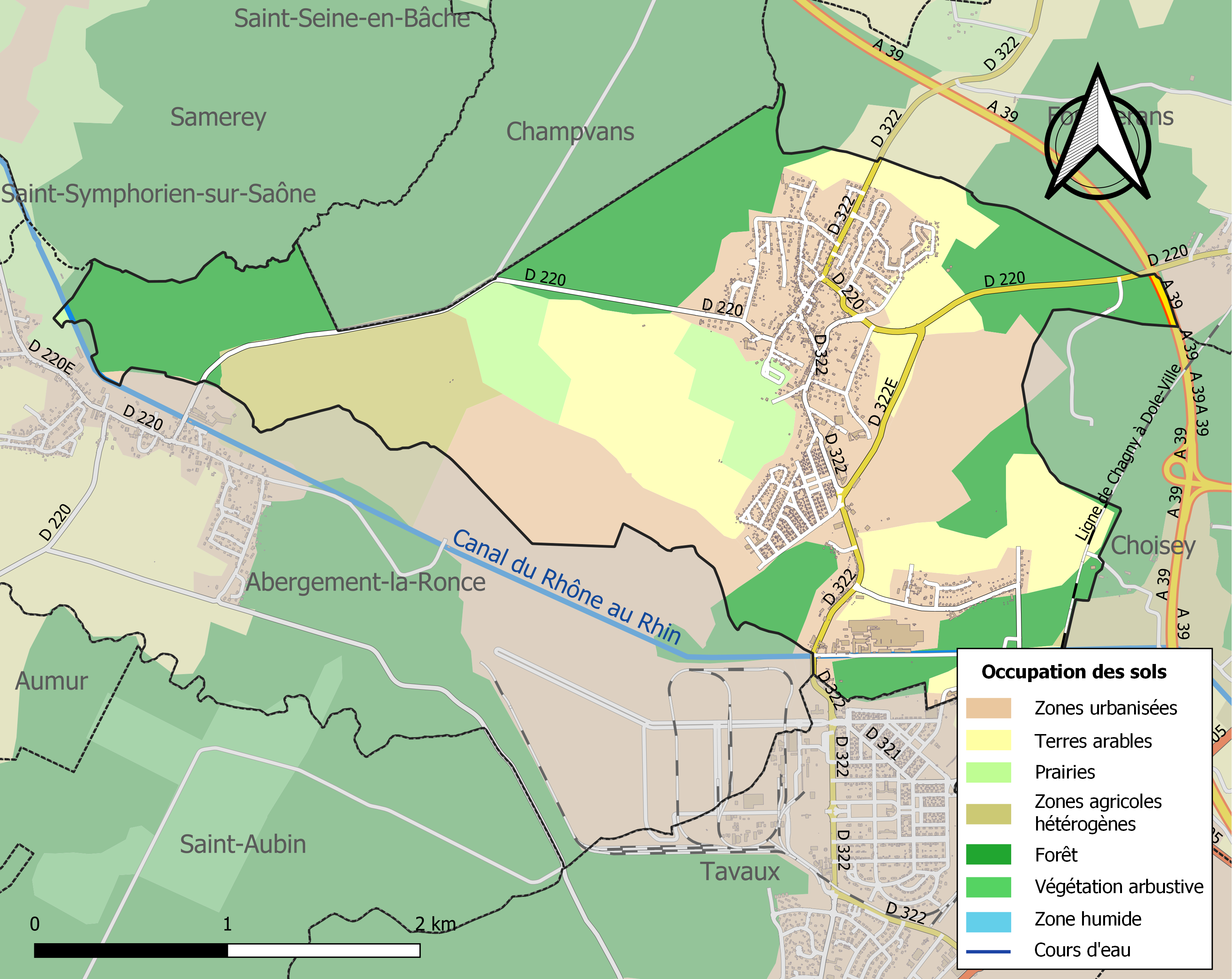
Carte des infrastructures et de l'occupation des sols de la commune en 2018 (CLC).

### Morphologie urbaine
Outre le bourg, le territoire de la commune est constitué de plusieurs lieux-dits et écarts : Les Moules, les Vignes, Belvoye.

### Logement
En 2009, le nombre total de logements dans la commune était de 1 250, alors qu'il était de 1 166 en 1999.
Parmi ces logements, 94,0 % étaient des résidences principales, 0,6 % des résidences secondaires et 5,4 % des logements vacants. Ces logements étaient pour 78,2 % d'entre eux des maisons individuelles et pour 20,7 % des appartements.
La proportion des résidences principales, propriétés de leurs occupants était de 67,1 %, en hausse par rapport à 1999 (64,3 %). La part de logements HLM loués vides (logements sociaux) était 12,9 % contre 12,5 % en 1999.

### Projets d'aménagements
Un projet d'éco-quartier est à l'étude dans la commune. Celui-ci se situerait à l'entrée Est de Damparis en limite avec la rue Jean Moulin. Il aura pour nom quartier des Vergers.
Construit sur un terrain de 8 hectares, son plan de composition est actuellement en phase d'élaboration. On pourra y retrouver des jardins (publics, privés), des commerces, cabinets médicaux, un supermarché, des services tels qu'une Maison des assistantes maternelles... 

## Toponymie
Cette commune tient son nom de Dom Paris, gérant de l'abbaye du village (cf. infra, section « Histoire »).

## Histoire
C'est au milieu du XIIe siècle qu'un chanoine nommé Paris implante un ermitage dans la vallée où coule la Réverate (la source révérée). Situé non loin d’un étang et environné partout de forêts, ce monastère que l'on appellera Meix Sainte Marie de Damparis (Mansi Beate Marie de Domno Parisio, du nom de l’abbé Dom Paris) s’agrandit au XIIIe siècle et un hameau se développe alentour, devenant bientôt un véritable village portant le nom du fondateur de l’abbaye.
Influencés par l’architecture cistercienne née en Bourgogne, l’église et les bâtiments conventuels sont entourés d’une enceinte fortifiée. Suivant la tradition on y accueille voyageurs et pèlerins de passage.

### Le marbre de Belvoye
Outre une large utilisation dans la réalisation des ponts et ouvrages du canal du Rhône au Rhin, de la Saône et du Doubs, cette pierre appelée également marbre de Damparis est utilisée dans des demeures privées (escaliers, fontaines, cheminées). C’est la rénovation de Paris qui en fait la renommée : pont Saint-Michel, pont Solférino, Louis-Philippe, Opéra Garnier, squares Saint-Martin et des Arts-et-Métiers, grand bassin du Luxembourg, fontaine du Château d’Eau et Saint-Michel, Hôtel Dieu, École des Beaux-Arts, Préfecture de police, palais de Justice, église de la Trinité, Hôtel de Ville et colonnes du Trocadéro.
Dans le monde entier marbre et pierre de Damparis sont utilisés : théâtre de Genève, monument Farel à Neuchâtel, théâtre à Francfort, musée à Stuttgart, différents palais à Bruxelles, Kaiserhoff à Berlin, église Naïva à Moscou, une des cathédrales de Dublin et monument Christophe Colomb à Mexico.
Cependant, malgré ce que prétend une légende persistante, il n'y a pas de matériaux provenant de Damparis utilisés pour le socle de la statue de la Liberté à New York, qui est en fait constitué de béton et de granit provenant du Connecticut.
Cette période marbrière faste est terminée, la dernière des vingt exploitations du village ayant fermé vers 1935. Dans les années 2010, le marbre revient cependant à la mode.

## Politique et administration

### Tendances politiques et résultats
Lors des dernières élections municipales, deux listes ont été conduites. Celle menée par Michel Giniès "Bien vivre à Damparis " (LUG) et celle menée par Maria Del Mar Gravier "Damparis 2014" (LDVD). Les résultats ont été connus au premier tour avec 67,15 % des voix pour Michel Giniès et 32,84 % pour Maria Del Mar Gravier. Le taux d'abstention fut de 37,65 %.
Lors du premier tour de l'Élection présidentielle française de 2017,Marine Le Pen (FN) arrive en tête avec 29,79 % des voix suivie par Jean-Luc Mélenchon (FI) avec 23,21 %. Emmanuel Macron (EM/LREM) n'arrive que troisième avec 21,53 %, suivent François Fillon (11,22 %),Benoît Hamon (5,48 %),Nicolas Dupont-Aignan (5,22 %),Jean Lassalle (1,23 %),Philippe Poutou (0,97 %),Nathalie Arthaud (0,97 %),François Asselineau (0,26 %) et Jacques Cheminade (0,13 %)
Lors du deuxième tour de l'Élection présidentielle française de 2017, Emmanuel Macron (EM) arrive en tête et gagne avec 51,85 % et Marine Le Pen (FN) arrive avec 48,15 %. Seulement 51 voix les séparaient. 

### Administration municipale
Le nombre d'habitants au dernier recensement étant compris entre 2 500 et 3 499, le nombre de membres du conseil municipal est de 23.

### Liste des maires
On peut constater l'absence d'un maire entre l'an IV (1795) et l'an VIII (1799). Après la chute de Robespierre (en thermidor de l'an III), la réaction thermidorienne promulgue la Constitution de l'an III qui modifie considérablement les administrations locales et départementales. Les communes perdent alors toutes fonctions administratives, la presque totalité des pouvoirs du maire et des conseils municipaux étant confiés à une administration cantonale (sauf pour les grandes villes). Pendant un temps donc, Damparis dépend du canton de Champvans où elle est représentée par un adjoint et un agent municipal élus.
Ce n'est qu'à partir de 1799 que la commune retrouve un maire et une municipalité.

### Jumelages
Damparis n'est jumelée avec aucune autre commune.

## Population et société

### Démographie
Les habitants sont appelés les Damparisiens.
L'évolution du nombre d'habitants est connue à travers les recensements de la population effectués dans la commune depuis 1793. Pour les communes de moins de 10 000 habitants, une enquête de recensement portant sur toute la population est réalisée tous les cinq ans, les populations de référence des années intermédiaires étant quant à elles estimées par interpolation ou extrapolation. Pour la commune, le premier recensement exhaustif entrant dans le cadre du nouveau dispositif a été réalisé en 2004.

En 2022, la commune comptait 2 590 habitants, en évolution de −5,02 % par rapport à 2016 (Jura : −0,81 %, France hors Mayotte : +2,11 %).
| 1793 | 1800 | 1806 | 1821 | 1831 | 1836 | 1841 | 1846 | 1851 |
| ---- | ---- | ---- | ---- | ---- | ---- | ---- | ---- | ---- |
| 502  | 536  | 613  | 657  | 630  | 721  | 744  | 730  | 724  |

| 1856 | 1861 | 1866 | 1872 | 1876 | 1881  | 1886 | 1891 | 1896 |
| ---- | ---- | ---- | ---- | ---- | ----- | ---- | ---- | ---- |
| 582  | 712  | 780  | 668  | 870  | 1 070 | 765  | 679  | 643  |

| 1901 | 1906 | 1911 | 1921 | 1926 | 1931  | 1936  | 1946  | 1954  |
| ---- | ---- | ---- | ---- | ---- | ----- | ----- | ----- | ----- |
| 598  | 634  | 670  | 646  | 794  | 2 160 | 1 830 | 2 036 | 2 301 |

| 1962  | 1968  | 1975  | 1982  | 1990  | 1999  | 2004  | 2006  | 2009  |
| ----- | ----- | ----- | ----- | ----- | ----- | ----- | ----- | ----- |
| 3 120 | 3 140 | 3 086 | 2 680 | 2 704 | 2 799 | 2 878 | 2 871 | 2 804 |

| 2014  | 2019  | 2022  | - | - | - | - | - | - |
| ----- | ----- | ----- | - | - | - | - | - | - |
| 2 732 | 2 629 | 2 590 | - | - | - | - | - | - |

### Enseignement
La commune de Damparis possède trois établissements scolaires :
- l'école maternelle Joliot-Curie ;
- l'école primaire Paul Langevin ;
- le collège Jean Jaurès accueillant les élèves des communes d'Abergement-la-Ronce, de Champvans (Jura) et de Sampans.

### Manifestations culturelles et festivités
Différentes manifestations culturelles sont organisées à Damparis :
- "Créations-Passions" organisées les 21 et 22 mars 2015 au gymnase Auguste Delaune. Exposition-vente et démonstrations techniques d'artistes et artisans dans divers domaines tels que les aquarelles, les pastels, la couture, masques vénitiens, sculptures bois et pierres, bijoux fantaisie...
- "Texte & Bulle" organisé les 30 et 31 mai 2015 pour la 17e année au gymnase Auguste Delaune. Comme chaque année dessinateurs, scénaristes, écrivains seront présents le temps d'un week-end pour les passionnés de bandes dessinées et de livres. Diverses animations se dérouleront sur place.
- La cavalcade organisée par le comité des fêtes de Damparis et de Tavaux qui aura lieu au printemps 2015.
- Spectacle pyrosymphonique le 13 juillet 2015 sur le stade de football.
- L'Automne musical se tiendra les 15, 16 et 17 octobre 2015 au gymnase Auguste Delaune.
- Une soirée cabaret est organisée par le comité des fêtes de la commune les 14 et 15 février 2015 à la salle des fêtes Henri Valade.

### Santé
Damparis possède 2 cabinets médicaux.  Un situé au sud de la ville en direction de Tavaux, rue de Belvoye, le cabinet Claude Bernard.
Le second est situé au nord de la commune, rue de Dole, le cabinet René Laënnec.
Elle possède également 2 pharmacies, 1 cabinet dentaire, 1 cabinet d'infirmier libérale, 1 cabinet de psychologue/psychothérapeute et 1 cabinet de kinéshithérapeute.

### Sports
De nombreux clubs et de nombreuses associations sportives sont présents à Damparis. 
- Sports collectifs (football, futsal, rugby, basket, majorettes)
- Sports individuels (badminton, karaté, danse moderne, VTT, step & zumba)
- Retraite sportive (diverses activités proposées)

## Économie

### Revenus de la population et fiscalité
En 2011, le revenu fiscal médian par ménage était de 29 149 €, ce qui plaçait Damparis au 17 436e rang parmi les 31 886 communes de plus de 49 ménages en métropole.
En 2009, 44,9 % des foyers fiscaux n'étaient pas imposables.

### Emploi
En 2009, la population âgée de 15 à 64 ans s'élevait à 1 721 personnes, parmi lesquelles on comptait 75,8 % d'actifs dont 66,5 % ayant un emploi et 9,2 % de chômeurs.
On comptait 612 emplois dans la zone d'emploi, contre 566 en 1999. Le nombre d'actifs ayant un emploi résidant dans la zone d'emploi étant de 1 151, l'indicateur de concentration d'emploi est de 53,1 %, ce qui signifie que la zone d'emploi offre un peu plus d'un emploi pour deux habitants actifs.

### Entreprises et commerces
Au 31 décembre 2010, Damparis comptait 109 établissements : 2 dans l’agriculture-sylviculture-pêche, 14 dans l'industrie, 15 dans la construction, 52 dans le commerce-transports-services divers et 26 étaient relatifs au secteur administratif.
En 2011, 16 entreprises ont été créées à Damparis, dont 12 par des auto-entrepreneur.
Les principaux établissements sont les usines Solvay et Jacob Delafon. La première est une usine belge de fabrication de produits chimiques, la seconde est spécialisée dans le mobilier céramique, utilisé dans les cuisines et sanitaires.
La commune abrite également une ferme d'insectes, élevant des larves de scarabée Ténébrion meunier permettant la production de farine et d'huile destinées à l'alimentation animale (pisciculture et nourriture pour animaux de compagnie notamment).

## Culture locale et patrimoine

### Lieux et monuments

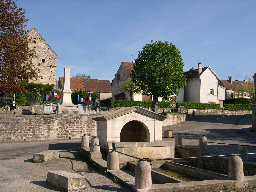
Fontaine.

La commune compte dix lieux et monuments répertoriés à l'inventaire général du patrimoine culturel et un objet répertorié à l'inventaire des monuments historiques :
1. maison d'agents de maîtrise
2. immeuble d'ouvriers
3. école primaire dite groupe scolaire Jean Jaurès[34]
4. maison d'ouvriers, 32-34 rue de Belvoye
5. immeuble d'ouvriers, 1 à 4 place de la Concorde
6. maison d'ouvriers, 18-20 rue de Lorraine
7. usine de taille de matériaux de construction, usine de grès et de porcelaine des Ets Jacob-Delafon, au lieu-dit "Belvoir"[35]
8. maison d'agents de maîtrise, 17-19 rue de Rome
9. maison d'ouvriers, 34-36 rue de Rome
10. cité ouvrière dite cité des Carrières[36]

On peut également citer l'église Saint-Denis des XVIIIe et XIXe siècles et une fontaine du XIXe siècle.

### Héraldique
| Blason de Damparis | Blason  | Parti : au 1) d’azur semé de billettes d’or, au lion du même brochant ; au 2) coupé au I de Sable à la fontaine du lieu d’argent, au II de gueules à la pierre de taille d’argent, à dextre, travaillée d’un burin de sable frappé d’un marteau aussi d’argent emmanché aussi de sable, le burin tenu d’une senestre naissante, le maillet d’une dextre mouvant du flan senestre, toutes deux aussi d’argent. |
| Blason de Damparis | Détails | Le statut officiel du blason reste à déterminer. |